# Século XV a.C.
Século XVI a.C. - Século XV a.C. - Século XIV a.C.

## Eventos
- 1504 a.C. - 1492 a.C.: O Egito conquista a Núbia e o Levante.
- 1500 a.C. - 1400 a.C.: A Batalha dos Dez Reis ocorreu nesta época na Índia.
- c. 1490 a.C.: Cranau, lendário Rei de Atenas, é deposto após um reinado de 10 anos por seu genro Anfictião, filho de Deucalião e Pirra.
- 1487 a.C.: Anfictião, filho de Deucalião e Pirra e lendário rei de Atenas, morre após um reinado de 10 anos e é sucedido por Erictónio de Atenas, neto de Cranau.
- c. 1480 a.C.: A rainha Hatexepsute foi sucedida por seu enteado e sobrinho Tutemés III. Período de maior expansão egípcia (4ª catarata do Nilo até o Eufrates).
- c. 1469 a.C: Na Batalha de Megido, o Egito derrota Canaã (baixa cronologia).
- c. 1460 a.C.: Os cassitas invadiram a Babilônia e encontraram uma dinastia que tinha durado 576 anos e nove meses.
- 1437 a.C.: O lendário rei Erictónio de Atenas morre após um reinado de 50 anos e é sucedido por seu filho Pandião I.
- 1430 a.C.: Início do Império Hitita, na atual Turquia (algumas traduções da Bíblia chamam este povo de heteus).
- 1425 a.C.: Final do reinado do faraó Tutemés III no Antigo Egito com a sua morte.
- c. 1420 a.C.: Decadência da Civilização Minoica - Creta conquistada por Micenas - início do período micênico. Primeiros registros da escrita Linear B.
- 1400 a.C.: Em Creta, o uso de capacetes de bronze (descobertos em Knossos).
- 1400 a.C.: Palácio de Minos em Knossos, destruído pelo fogo.
- c. 1400 a.C.: Linear A atinge seu pico de popularidade.
- c. 1400 a.C.: O auge da cidade cananéia de Ugarit. O Palácio Real de Ugarit é construído.
- Criação do Alfabeto Fenício
- Micênicos conquistam a Grécia e o litoral da Anatólia.
- Os primeiros vestígios da civilização olmeca.
- Composição dos Vedas, um dos escritos sagrados dos hindus.